# ヴィルヘルム・ハインリヒ・ヴァッケンローダー
ヴィルヘルム・ハインリヒ・ヴァッケンローダー（Wilhelm Heinrich Wackenroder、1773年7月13日 - 1798年2月13日）はドイツロマン主義の著述家。
1773年にベルリンで生まれ、同じく作家業を営むルートヴィヒ・ティークと若い頃から交友を結んだ。画家であるアルブレヒト・デューラーに傾倒し、その影響は友人ティークにまで及んだ。名の通ったヴァッケンローダーの著作のほとんどはこのティークによって出版されている。
また、直接会ったことはないものの、独特の厭世観を持っていたヴァッケンローダーは若い頃の哲学者アルトゥル・ショーペンハウアーにも影響を与えており、それは彼の母親への手紙から窺うことができる。しかし、当のショーペンハウアーはヴァッケンローダーの文章を出版したティークが著わしたものだと誤解していた。
1798年、ヴァッケンローダーはベルリンで夭逝する。24歳。

## 作品
- 『芸術を愛するある修道士の心情の吐露』（1797年、ルートヴィヒ・ティークによって多少加筆され、初版出版）
- 『芸術についての幻想』（1799年、同じくルートヴィヒ・ティークによって初版出版）